# Chiquititas 5
Chiquititas 5 é o sexto álbum da trilha sonora da novela Chiquititas (ou o quinto, se não contarmos a edição especial Chiquititas em Festa), lançado no Brasil pela Abril Music, em 2000. Trata-se do último trabalho lançado, uma vez que a novela se encerrou pouco depois.
Como forma de divulgação, foi levado as rádios um CD single com duas faixas: "Sempre Chiquititas" e "Adolescente". O videoclipe da música "Adolescente" chegou a entrar na programação da MTV Brasil, no mesmo ano.
Foram vendidas 350 mil cópias antecipadamente, o equivalente a um disco de platina. A Associação Brasileira dos Produtores de Discos (ABPD) auditou as primeiras cem mil cópias e o premiou com um disco de ouro.
Após anos fora de catálogo, foi adicionado em várias plataformas digitais para compra e streaming, em 2018.

## Lista de faixas
- Créditos adaptados do encarte do CD Chiquititas 5, de 2000.[2]

| N.º | Título                                     | Compositor(es)                                                 | Duração |  |
| 1.  | "Sempre Chiquititas" (Siempre Chiquititas) | María Cristina De Giácomi, Carlos Zulisber Nilson, Caion Gadia | 2:07    |  |
| 2.  | "Não Pode Ser" (No Puede Ser)              | Giácomi, Nilson, Gadia                                         | 3:05    |  |
| 3.  | "Passarinho" (Papajito)                    | Giácomi, Nilson, Gadia                                         | 4:59    |  |
| 4.  | "Estrela" (Candela)                        | Giácomi, Nilson, Gadia                                         | 3:48    |  |
| 5.  | "Sr. Amor"                                 | Giácomi, Nilson, Gadia                                         | 2:20    |  |
| 6.  | "Adolescente" (Adolecente)                 | Giácomi, Nilson, Gadia                                         | 2:46    |  |
| 7.  | "Mundos Diferentes"                        | Giácomi, Nilson, Gadia                                         | 3:44    |  |
| 8.  | "Álbum da Vida" (Album de la Vida)         | Giácomi, Nilson, Gadia                                         | 4:45    |  |
| 9.  | "Liberdade" (Soltate)                      | Giácomi, Nilson, Gadia                                         | 3:15    |  |
| 10. | "Anjo Cozinheiro" (Ángeles Cocineros)      | Giácomi, Nilson, Gadia                                         | 2:10    |  |

## Certificações e vendas
| País          | Certificação | Vendas   |
| ------------- | ------------ | -------- |
| Brasil - ABPD | Ouro         | 350,000+ |